# Kommentar des litauischen Arbeitsgesetzbuchs
Der Kommentar des litauischen Arbeitsgesetzbuchs (lit. Lietuvos Respublikos darbo kodekso komentaras) ist der einzige Gesetzeskommentar, der das neue Arbeitsgesetzbuch Litauens (Darbo kodeksas) von 2002 für die Republik Litauen zum Gegenstand hat. Die einzelnen Artikel des Gesetzbuchs werden zitiert und interpretiert. Der Kommentar gehört zur wissenschaftlichen Sekundärliteratur. Er wurde vom Fachverlag „Justitia“ von 2003 bis 2004 herausgegeben.

## Autoren
Darbo teisės katedros nariai – mokslininkai ir praktikai, rengę Kodekso projektą: 
- 1. Band: Prof. Ipolitas Nekrošius, Doz. Viktoras Tiažkijus, Rechtsanwalt Paulius Koverovas, Prof. Genovaitė Dambrauskienė, Doc. Daiva Petrylaitė
- 2. Band: Prof. I. Nekrošius, Doz. Gintautas Bužinskas, Doz. Tomas Davulis, P. Grėbliauskas, RA P. Koverovas, J. Maculevičius, V. Nekrašas, V. Vėgelis.

## Bibliographie
- 1. Band // I tomas: I dalis. Bendrosios nuostatos, II dalis. Kolektyviniai darbo santykiai, 2003 m.[2]
- 2. Band // II tomas: III dalis. Individualūs darbo santykiai, 2004 m.[3]